# Pereiros (São João da Pesqueira)
Pereiros é uma povoação portuguesa do Município de São João da Pesqueira que foi sede da extinta Freguesia de Pereiros, freguesia que tinha 8,09 km² de área e 84 habitantes (2011), e, por isso, uma densidade populacional de 10,4 hab/km².
A Freguesia de Pereiros foi agregada à Freguesia de Vilarouco, criando-se a União das freguesias de Vilarouco e Pereiros.
A aldeia de Pereiros apresenta-se já representada no aforamento concedido à sua sede de concelho, entre 1055 e 1064 e seguintes por Fernando Magno de Leão, rei que libertou esta região dos Mouros.
O santo padroeiro da freguesia é São Salvador do Mundo.

## População
| População da freguesia de Pereiros | População da freguesia de Pereiros | População da freguesia de Pereiros | População da freguesia de Pereiros | População da freguesia de Pereiros | População da freguesia de Pereiros | População da freguesia de Pereiros | População da freguesia de Pereiros | População da freguesia de Pereiros | População da freguesia de Pereiros | População da freguesia de Pereiros | População da freguesia de Pereiros | População da freguesia de Pereiros | População da freguesia de Pereiros | População da freguesia de Pereiros |
| ---------------------------------- | ---------------------------------- | ---------------------------------- | ---------------------------------- | ---------------------------------- | ---------------------------------- | ---------------------------------- | ---------------------------------- | ---------------------------------- | ---------------------------------- | ---------------------------------- | ---------------------------------- | ---------------------------------- | ---------------------------------- | ---------------------------------- |
| 1864                               | 1878                               | 1890                               | 1900                               | 1911                               | 1920                               | 1930                               | 1940                               | 1950                               | 1960                               | 1970                               | 1981                               | 1991                               | 2001                               | 2011                               |
| 305                                | 313                                | 279                                | 289                                | 273                                | 167                                | 228                                | 225                                | 243                                | 256                                | 196                                | 151                                | 150                                | 116                                | 84                                 |

| Distribuição da População por Grupos Etários | Distribuição da População por Grupos Etários | Distribuição da População por Grupos Etários | Distribuição da População por Grupos Etários | Distribuição da População por Grupos Etários | Distribuição da População por Grupos Etários | Distribuição da População por Grupos Etários | Distribuição da População por Grupos Etários | Distribuição da População por Grupos Etários | Distribuição da População por Grupos Etários |
| -------------------------------------------- | -------------------------------------------- | -------------------------------------------- | -------------------------------------------- | -------------------------------------------- | -------------------------------------------- | -------------------------------------------- | -------------------------------------------- | -------------------------------------------- | -------------------------------------------- |
| Ano                                          | 0-14 Anos                                    | 15-24 Anos                                   | 25-64 Anos                                   | > 65 Anos                                    |                                              | 0-14 Anos                                    | 15-24 Anos                                   | 25-64 Anos                                   | > 65 Anos                                    |
| 2001                                         | 14                                           | 26                                           | 40                                           | 36                                           |                                              | 12,1%                                        | 22,4%                                        | 34,5%                                        | 31,0%                                        |
| 2011                                         | 9                                            | 13                                           | 40                                           | 22                                           |                                              | 10,7%                                        | 15,5%                                        | 47,6%                                        | 26,2%                                        |

Média do País no censo de 2001:  0/14 Anos-16,0%; 15/24 Anos-14,3%; 25/64 Anos-53,4%; 65 e mais Anos-16,4%
Média do País no censo de 2011:   0/14 Anos-14,9%; 15/24 Anos-10,9%; 25/64 Anos-55,2%; 65 e mais Anos-19,0%

## Património
- Igreja Matriz - construída entre o final do séc. XVII e início do séc. XVIII, tem elevado valor artístico e histórico, sendo de frisar o altar-mor de talha dourada;
- Capela de Santo António;
- Capela de Santa Eufémia;
- Capela de Santa Luzia;
- Capela da Senhora da Cabeça;
- Quinta da Agorrêta - ruínas de um pequeno povoado com uma cruz em seixo;
- Museu de sítio Dr. Acácio Pita Negrão